# Stylaster blatteus
Stylaster blatteus är en nässeldjursart som först beskrevs av Hilbrand Boschma 1961.  Stylaster blatteus ingår i släktet Stylaster och familjen Stylasteridae. Inga underarter finns listade i Catalogue of Life.